# Boryty
Boryty (deutsch Boritten) ist ein Ort in der polnischen Woiwodschaft Ermland-Masuren. Er gehört zur Gmina Sępopol (Stadt- und Landgemeinde Schippenbeil) im Powiat Bartoszycki (Kreis Bartenstein).

## Geographische Lage
Boryty liegt in der nördlichen Mitte der Woiwodschaft Ermland-Masuren, elf Kilometer nordöstlich der Kreisstadt Bartoszyce (deutsch Bartenstein).

## Geschichte
Erstmals wurde das kleine Dorf Boritten im Jahre 1502 erwähnt. Die Landgemeinde Boritten kam 1874 zum neu errichteten Amtsbezirk Stolzenfeld (polnisch Stopki) im ostpreußischen Kreis Friedland (ab 1927: Kreis Bartenstein).
63 Einwohner zählte Boritten im Jahre 1905. Im Jahre 1910 waren es ebenso viele.
Am 30. September 1928 gab die Landgemeinde Boritten ihre Eigenständigkeit auf und schloss sich mit dem benachbarten Gutsbezirk Langhanken zur neuen Landgemeinde Langhanken zusammen.
Als 1945 in Kriegsfolge das gesamte südliche Ostpreußen an Polen fiel, erhielt Boritten die polnische Namensform „Boryty“. Heute ist der Ort Teil der Stadt- und Landgemeinde Sępopol (Schippenbeil) im Powiat Bartoszycki (Kreis Bartenstein), zwischen  1975 und 1998 der Woiwodschaft Olsztyn, seither der Woiwodschaft Ermland-Masuren zugehörig. Im Jahre 2021 zählte Boryty 23 Einwohner.

## Kirche
Bis 1945 war Boritten in die evangelische Kirche Schippenbeil in der Kirchenprovinz Ostpreußen der Kirche der Altpreußischen Union, außerdem in die römisch-katholische Kirche St. Bruno in Bartenstein, damals im Bistum Ermland gelegen, eingepfarrt.
Heute gehört Boryty katholischerseits zur Pfarrei Sępopol im jetzigen Erzbistum Ermland, evangelischerseits zur Kirche Bartoszyce, einer Filialkirche von Kętrzyn (Rastenburg) in der Diözese Masuren der Evangelisch-Augsburgischen Kirche in Polen.

## Verkehr
Boryty liegt an einer Nebenstraße, die von der Stadt Sępopol (Schippenbeil) bis nach Szczurkowo (Schönbruch) an der polnisch-russischen Staatsgrenze führt – und vor 1945 weiter bis nach Domnau (russisch Domnowo) in der heutigen Oblast Kaliningrad (Königsberger Gebiet) verlief. Außerdem ist der Ort über zwei Nebenstraßen mit der Nachbarregion verbunden. 
Eine Anbindung an den Bahnverkehr existiert nicht.